# 배재환
배재환(裵宰煥, 1995년 2월 4일 ~ )은 KBO 리그 NC 다이노스의 투수이다.

## 아마추어 시절
서울고등학교 2학년 때인 2012년에 5경기에 등판해 19이닝 1승 1패, 14피안타, 7볼넷, 22탈삼진, 평균자책점 0.95로 가능성을 보여줬지만 2013년에는 4경기에 등판해 3.1이닝 1패, 평균자책점 8.11로 부진했다. 2013년 8월 26일에 열린 2014년 신인 드래프트에서 NC 다이노스에 2차 1라운드 1순위로 지명되었다.

## NC 다이노스시절

### 2016년 시즌
9월 23일 KIA전에서 구원 등판해 4.2이닝 6탈삼진, 무실점으로 호투하며 데뷔 첫 승을 기록했다.

### 2017년 시즌
시즌 3경기에 등판해 1패, 9점대 평균자책점으로 부진했다.

### 2018년시즌
시즌 31경기에 등판해 3승 3패, 1세이브, 2홀드, 4점대 평균자책점을 기록했다.

### 2019년시즌
시즌 62경기에 등판해 54.1이닝 3승 5패, 20홀드, 61탈삼진, 3점대 평균자책점을 기록했다.
입단 후 처음으로 풀타임 시즌을 소화했다. "올해도 후반기 때 안 좋았는데 잘 버틴게 큰 경험이 된 것 같다. 내년부터 체력 관리 등을 잘 할 수 있게 된 계기가 됐다"고 말했다. 지난해에 비해 나아진 볼넷 관리를 두고는 "도망다니기보다 빠르게 승부를 가져간 게 주효했다"며 "스스로도 빠르게 승부를 해 볼넷 수를 줄여야 한다는 생각을 했는데 잘 맞았다"고 했다. 팀 내 1위였던 홀드를 두고는 "추가할 때마다 더 욕심이 났던게 사실"이라고 말했다.

### 2020년시즌
7월 말까지 11홀드를 기록하며 필승조 역할을 했으나 8월 이후로 구위 저하로 부진한 모습을 보여줬다. 결국 2020년 한국시리즈 엔트리에서 제외됐다.
시즌 53경기에 등판해 43이닝 3점대 평균자책점, 1승 3패, 12홀드을 기록했다.

## 상무 야구단시절
2021년에 입단하였다.

## NC 다이노스복귀
2022년에 복귀하였다.

## 여담
- NC 다이노스의 1라운드 지명 유망주로 구창모, 장현식과 함께 '배구장 트리오'라고 불렸다. 2020년 8월 12일에 장현식이 KIA 타이거즈로 이적하면서 해체됐다.[6]

## 출신 학교
- 가동초등학교
- 잠신중학교
- 서울고등학교

## 통산 기록
| 연도 | 팀명  | 평균자책점 | 경기 | 완투 | 완봉 | 승 | 패 | 세 | 홀 | 승률  | 타자 | 이닝 | 피안타 | 피홈런 | 볼넷 | 사구 | 탈삼진 | 실점 | 자책점 |
| ---- | ----- | ---------- | ---- | ---- | ---- | -- | -- | -- | -- | ----- | ---- | ---- | ------ | ------ | ---- | ---- | ------ | ---- | ------ |
| 2015 | NC    | 18.00      | 1    | 0    | 0    | 0  | 0  | 0  | 0  | -     | 7    | 1    | 1      | 0      | 3    | 0    | 2      | 2    | 2      |
| 2016 | NC    | 4.09       | 11   | 0    | 0    | 1  | 1  | 0  | 0  | 0.500 | 90   | 22   | 17     | 1      | 9    | 0    | 15     | 11   | 10     |
| 2017 | NC    | 9.00       | 3    | 0    | 0    | 0  | 1  | 0  | 0  | 0.000 | 41   | 8    | 13     | 4      | 6    | 0    | 4      | 8    | 8      |
| 2018 | NC    | 4.50       | 31   | 0    | 0    | 3  | 3  | 1  | 2  | 0.500 | 169  | 36   | 37     | 6      | 25   | 1    | 34     | 18   | 18     |
| 2019 | NC    | 3.81       | 62   | 0    | 0    | 3  | 5  | 0  | 20 | 0.375 | 247  | 54⅓  | 49     | 3      | 31   | 7    | 61     | 26   | 23     |
| 2020 | NC    | 3.98       | 53   | 0    | 0    | 1  | 3  | 0  | 12 | 0.250 | 209  | 43   | 38     | 4      | 35   | 9    | 33     | 22   | 19     |
| 2024 | NC    | 7.32       | 20   | 0    | 0    | 0  | 1  | 0  | 0  | 0.000 | 91   | 19⅔  | 20     | 5      | 15   | 0    | 13     | 17   | 16     |
| 통산 | 7시즌 | 4.70       | 181  | 0    | 0    | 8  | 14 | 1  | 34 | 0.381 | 854  | 184  | 175    | 23     | 124  | 17   | 162    | 104  | 96     |